# Арруда-душ-Пизойнш
Арруда-душ-Пизойнш (порт. Arruda dos Pisões)  —  район (фрегезия) в Португалии,  входит в округ Сантарен. Является составной частью муниципалитета  Риу-Майор. По старому административному делению входил в провинцию Рибатежу. Входит в экономико-статистический  субрегион Лезирия-ду-Тежу, который входит в Рибатежу. Население составляет 560 человек на 2001 год. Занимает площадь 9,70 км².
Покровителем района считается С.-Грегориу (порт. S. Gregório). 